# Sculptulistreptus tumidus
Sculptulistreptus tumidus är en mångfotingart som beskrevs av Demange 1961. Sculptulistreptus tumidus ingår i släktet Sculptulistreptus och familjen Harpagophoridae. Inga underarter finns listade i Catalogue of Life.